# Hiorthhamn
Hiorthhamn o Moskushamn és un assentament abandonat situat a l'illa de Spitsbergen, a l'arxipèlag Svalbard, Noruega.